# Orrorin tugenensis
Orrorin tugenensis, anche noto come Millennium man, è una specie estinta di ominide vissuta in Kenya 6 milioni di anni fa, classificata sulla base di una serie di reperti rinvenuti nel 2000 sulle Tugen Hills in Kenya.
Il nome della specie è composto dalla parola Orrorin, che nella lingua Tugen significa uomo primitivo, e dalla parola Tugenensis, dalle colline dove sono stati ritrovati i fossili. 

## Scoperta
Il record comprendente tredici frammenti appartenenti ad almeno cinque individui fu scoperto da una spedizione di ricerca franco-kenyota condotta da Martin Pickford e da Brigitte Senut.
A questi si aggiunge un molare inferiore rinvenuto nel 1974 nelle vicinanze a Cheboit.
Complessivamente sulle Tugen Hills sono stati scavati quattro siti archeologici: Cheboit, Kapsomin, dove sono stati ritrovati i fossili rinvenuti nel 2000, Kapcheberek e Aragai.

## Datazione
Non esistono ad oggi datazioni assolute; l'orizzonte geologico (formazione di Lukeino) in cui i reperti sono stati rinvenuti è stato datato tra 6.1, per i fossili ritrovati nei siti di Cheboit e Aragai,  e 5.7 milioni di anni fa, per i fossili ritrovati a Kapsomin e Kapcheberek.

## Classificazione
Sebbene la questione sia ancora controversa, al momento la specie è l'unica definita per il genere Orrorin.
L'attuale proposta classificazione nella sottotribù degli Hominina, cui appartengono gli homo e gli scimpanzè ma non i gorilla, risiede principalmente sulle caratteristiche del femore sinstro, che sembra suggerire una postura bipede di questa specie.

## Reperti
Di seguito i codici di repertorio dei fossili ritrovati ed attribuiti alla specie:
- BAR 1000'00 - frammento di mascella con tre molari inferiori;
- BAR 1001'00 - incisivo superiore;
- BAR 1002'00, femore sinistro;
- BAR 1003'00, frammento di femore sinistro;
- BAR 1004'00, frammento dell'omero;
- BAR 1215'00, frammento del femore destro;
- BAR 1390'00 - denti anteriori;
- BAR 1425'00, canino superiore;
- BAR 1426'00, molare superiore;
- KNM LU 335 - controverso inferiore;

## Caratteristiche
La mandibola presenta un corpo alto. I denti anteriori sono simili più a quelli di una grande scimmia antropomorfa che non a quelli di un hominina; come negli hominina di periodi successivi, presenta però molari piccoli con uno spesso smalto dentale. Il canino è simile a quello di uno scimpanzé di sesso femminile e presenta un solco verticale frequente nelle grandi scimmie ma assente in tutti gli hominina. Le caratteristiche dei denti suggeriscono che gli individui della specie si cibassero di frutti, semi, radici, noci, similmente agli animali arboricoli.
Il femore, lungo almeno 298 mm, ha testa sferica e rivolta antero-superiormente; il collo è lungo e compresso in senso antero-posteriore. Di particolare interesse la distribuzione della corticale del collo del femore; a differenza di quanto si osserva per le grandi scimmie infatti, dove la corteccia ha distribuzione omogenea, negli O. tugenensis si ha una distribuzione non uniforme, simile ma non identica, a quella osservabile negli hominina. Alcuni studiosi hanno però contestato le conclusioni sulla distribuzione della corticale, suggerendo ulteriori studi di approfondimento.
Le caratteristiche del femore suggeriscono un peso corporeo di circa 35–50 kg. Se questo dato fosse confermato, O. tugenensis si caratterizzerebbe come un hominina dai denti piccoli rispetto alle dimensioni corporee.
Caratteristica peculiare della specie in rapporto alla sua arcaicità, in particolare rispetto agli australopitechi, è che O. tugenensis aveva già sviluppato una deambulazione bipede. Uno studio del 2013 sulla morfologia del femore, confrontato con quelli delle grandi scimmie e degli altri ominidi fossili, ha evidenziato una forte somiglianza del femore dell'O. tugenensis con quelli di Australopithecus e di Paranthropus, piuttosto che con quelli dello scimpanzé o dell'uomo moderno. Le sue proporzioni complessive, la struttura interna del collo del femore (la colonna che unisce la testa sferica del femore alla diafisi dell'osso) e un solco sull'osso, che suggerisce la presenza del muscolo utilizzato nella camminata eretta, sono gli elementi che supportano l'ipotesi del bipedismo della specie.